# (132524) APL
(132524) APL (vorher unter der provisorischen Bezeichnung 2002 JF56 bekannt) ist ein kleiner Asteroid mit etwa 2,5 km Durchmesser. Er wurde am 9. Mai 2002 von der LINEAR-Himmelsüberwachung in New Mexico, USA entdeckt. 
Die Raumsonde New Horizons flog auf ihrem Weg zum Zwergplaneten Pluto am 13. Juni 2006 um 4:05 UTC in einer Entfernung von 101.867 km an dem Asteroiden vorbei. Die zwei „Punkte“ im nebenstehenden Bild sind Fotos des Asteroiden, die am 11. Juni (unten, aus einer Entfernung von 3,36 Millionen Kilometern) und am 12. Juni 2006 (oben, aus einer Entfernung von 1,34 Millionen Kilometern) von der Raumsonde aufgenommen wurden.
Auf Vorschlag von Alan Stern, dem Leiter des Projektes New Horizons, hat die IAU am 6. Januar 2007 den Asteroiden nach dem „Applied Physics Lab“ (APL) an der Johns Hopkins University benannt.